# 100-Майл-Гауз
100-Майл-Гауз (англ. One Hundred Mile House) — окружний муніципалітет в Канаді, у провінції Британська Колумбія, у складі регіонального округу Карібу.

## Населення
За даними перепису 2016 року, окружний муніципалітет нараховував 1980 осіб, показавши зростання на 5,0%, порівняно з 2011-м роком. Середня густина населення становила 37,2 осіб/км².
З офіційних мов обидвома одночасно володіли 135 жителів, тільки англійською — 1 740, а 10 — жодною з них. Усього 175 осіб вважали рідною мовою не одну з офіційних, з них 10 — одну з корінних мов.
Працездатне населення становило 49,8% усього населення, рівень безробіття — 10,7% (11% серед чоловіків та 8,8% серед жінок). 88% осіб були найманими працівниками, а 7,3% — самозайнятими.
Середній дохід на особу становив $34 185 (медіана $25 941), при цьому для чоловіків — $41 137, а для жінок $27 808 (медіани — $35 499 та $20 992 відповідно).
33,6% мешканців мали закінчену шкільну освіту, не мали закінченої шкільної освіти — 33,2%, 33,2% мали післяшкільну освіту, з яких 23% мали диплом бакалавра, або вищий.
| Статево-вікова структура населення | Статево-вікова структура населення | Статево-вікова структура населення | Статево-вікова структура населення | Статево-вікова структура населення |
| ---------------------------------- | ---------------------------------- | ---------------------------------- | ---------------------------------- | ---------------------------------- |
|                                    |                                    |                                    |                                    |                                    |
| Всього                             | Всього                             | 47,5%52,5%                         |                                    |                                    |
| 0 — 14 років                       | 0 — 14 років                       |                                    | 13,6%                              | 13,6%                              |
| 15 — 64 років                      | 15 — 64 років                      |                                    | 57,4%                              | 57,4%                              |
| 65 і більше                        | 65 і більше                        |                                    | 29%                                | 29%                                |
| 85 і більше                        | 85 і більше                        |                                    | 6,5%                               | 6,5%                               |
| Середній вік (років)               | Середній вік (років)               | 44,850,0                           | 47,5                               | 47,5                               |
| Медіана (років)                    | Медіана (років)                    | 48,753,1                           | 51,5                               | 51,5                               |
| — чоловіки — жінки                 |                                    |                                    |                                    |                                    |

| Походження мешканців:     | Походження мешканців:     | Походження мешканців: | Походження мешканців: | Походження мешканців: |
| ------------------------- | ------------------------- | --------------------- | --------------------- | --------------------- |
| Походження                |                           |                       | осіб                  | %                     |
| Корінні американці        | Корінні американці        |                       | 245                   | 13.69%                |
| Інше північноамериканське | Інше північноамериканське |                       | 465                   | 25.98%                |
| Європейське               | Європейське               |                       | 1 405                 | 78.49%                |
| британське                | британське                |                       | 1 000                 | 55.87%                |
| французьке                | французьке                |                       | 215                   | 12.01%                |
| українське                | українське                |                       | 140                   | 7.82%                 |
| Латинськоамериканське     | Латинськоамериканське     |                       | 35                    | 1.96%                 |
| Карибське                 | Карибське                 |                       | 10                    | 0.56%                 |
| Азійське                  | Азійське                  |                       | 115                   | 6.42%                 |
| Океанійське               | Океанійське               |                       | 10                    | 0.56%                 |

| Зайнятість населення за галузями (за класифікацією NOC): | Зайнятість населення за галузями (за класифікацією NOC): | Зайнятість населення за галузями (за класифікацією NOC): | Зайнятість населення за галузями (за класифікацією NOC): | Зайнятість населення за галузями (за класифікацією NOC): |
| -------------------------------------------------------- | -------------------------------------------------------- | -------------------------------------------------------- | -------------------------------------------------------- | -------------------------------------------------------- |
|                                                          |                                                          |                                                          |                                                          |                                                          |
| Управління                                               | Управління                                               |                                                          | 8,4%                                                     | 8,4%                                                     |
| Бізнес, фінанси та адміністрування                       | Бізнес, фінанси та адміністрування                       |                                                          | 7,7%                                                     | 7,7%                                                     |
| Природничі та прикладні науки                            | Природничі та прикладні науки                            |                                                          | 4,9%                                                     | 4,9%                                                     |
| Охорона здоров'я                                         | Охорона здоров'я                                         |                                                          | 4,9%                                                     | 4,9%                                                     |
| Освіта, правозахист, муніципальні та урядові служби      | Освіта, правозахист, муніципальні та урядові служби      |                                                          | 9,1%                                                     | 9,1%                                                     |
| Роздрібна торгівля та послуги                            | Роздрібна торгівля та послуги                            |                                                          | 34,3%                                                    | 34,3%                                                    |
| Гуртова торгівля, транспорт та обладнання                | Гуртова торгівля, транспорт та обладнання                |                                                          | 14,7%                                                    | 14,7%                                                    |
| Природні ресурси, сільське господарство                  | Природні ресурси, сільське господарство                  |                                                          | 4,9%                                                     | 4,9%                                                     |
| Виробництво                                              | Виробництво                                              |                                                          | 10,5%                                                    | 10,5%                                                    |

## Клімат
Середня річна температура становить 4,3°C, середня максимальна – 19,9°C, а середня мінімальна – -15°C. Середня річна кількість опадів – 441 мм.
| Клімат поселення                              | Клімат поселення | Клімат поселення | Клімат поселення | Клімат поселення | Клімат поселення | Клімат поселення | Клімат поселення | Клімат поселення | Клімат поселення | Клімат поселення | Клімат поселення | Клімат поселення | Клімат поселення |
| Показник                                      | Січ.             | Лют.             | Бер.             | Квіт.            | Трав.            | Черв.            | Лип.             | Серп.            | Вер.             | Жовт.            | Лист.            | Груд.            |                  |
| Середній максимум, °C                         | −0,88            | 2,93             | 7,10             | 11,93            | 16,32            | 19,92            | 19,53            | 19,39            | 14,60            | 9,00             | 2,17             | −2,84            |                  |
| Середня температура, °C                       | −7,93            | −4,13            | 0,04             | 4,88             | 9,27             | 12,86            | 15,40            | 15,25            | 10,47            | 4,86             | −1,97            | −6,97            |                  |
| Середній мінімум, °C                          | −15              | −11,18           | −7,02            | −2,19            | 2,22             | 5,80             | 11,27            | 11,12            | 6,34             | 0,73             | −6,11            | −11,12           |                  |
| Норма опадів, мм                              | 34               | 21               | 16               | 24               | 41               | 58               | 59               | 45               | 34               | 30               | 37               | 42               |                  |
| Середньомісячна швидкість вітру, м/с          | 2.21             | 2.30             | 2.58             | 2.78             | 2.55             | 2.35             | 2.20             | 2.01             | 2.01             | 2.33             | 2.42             | 2.34             |                  |
| Середньомісячна сонячна радіація, кДж/м²·день | 3129             | 6121             | 10874            | 15801            | 19216            | 20846            | 21563            | 18295            | 12710            | 7041             | 3409             | 2392             |                  |
| --------------------------------------------- | ---------------- | ---------------- | ---------------- | ---------------- | ---------------- | ---------------- | ---------------- | ---------------- | ---------------- | ---------------- | ---------------- | ---------------- | ---------------- |
| Джерело:                                      |                  |                  |                  |                  |                  |                  |                  |                  |                  |                  |                  |                  |                  |